# Fenosoa Razafimahova
Fenosoa Razafimahova – madagaskarski zapaśnik walczący w stylu wolnym. Złoty medalista igrzysk Wysp Oceanu Indyjskiego w 1990 i 1998; srebrny w 2007 roku.